# Islám v Chorvatsku

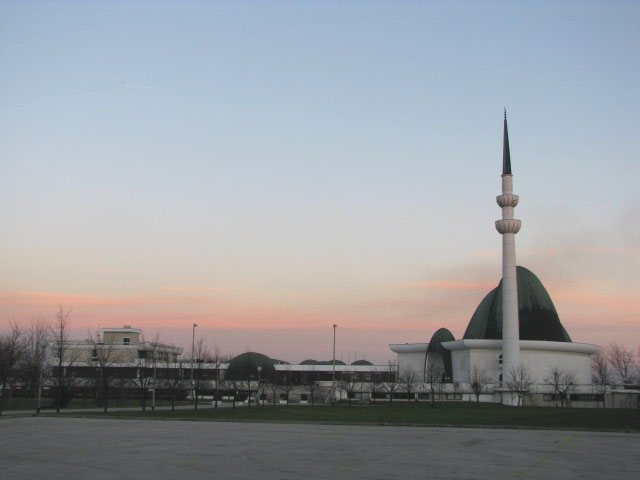
Mešita v Záhřebu

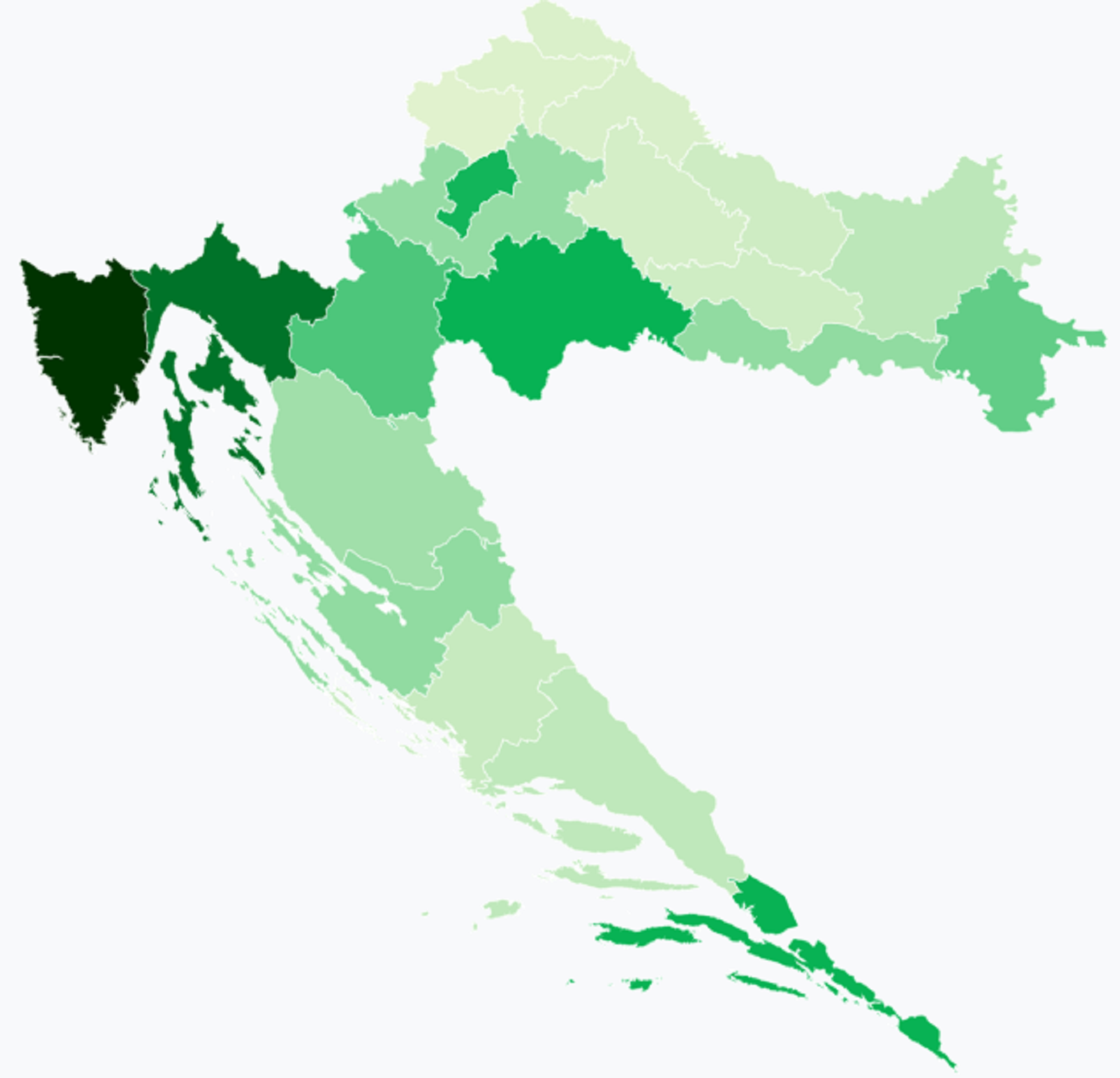
Procento lidí vyznávajících islám v jednotlivých župách

Islám v Chorvatsku vyznává méně než 2 % obyvatel, což tuto konfesi řadí mezi minoritní a celospolečensky okrajové náboženství. Islám do chorvatských zemí poprvé zavlekla Osmanská říše v 15. století, nicméně po jejím vytlačení koncem 17. století byla muslimská víra zcela potlačena. Muslimové do Chorvatska začali znovu přicházet po roce 1878, kdy Rakousko-Uhersko zabralo Bosnu a Hercegovinu, v masovějším měřítku až po druhé světové válce.
Roku 2011 se k islámu hlásilo 62 977 (1,5 %) lidí z celkových 4 284 889. Dle národnostního složení byla muslimská komunita členěna následovně: 27 959 (44,4 %) Bosňáci, 9 647 (15,3 %) Chorvaté, 9 594 (15,2 %) Albánci, 6 704 (10,6 %) etničtí Muslimové a 5 039 (8,0 %) Romové. Nejvíce muslimů žije v Záhřebu, procentuálně je však nejvíc muslimů v Istrijské župě, kde tvoří 4,79 % obyvatelstva. Naopak nejméně je jich v Krapinsko-zagorské župě, kde jich žije pouze 200 a tvoří jen 0,15 % obyvatelstva, přičemž i Krapina je župní město s nejnižším výskytem muslimské populace v Chorvatsku (pouze 17 vyznavačů).
Nejvyšší procento muslimské populace je v opčinách Gunja (34,7 %), Cetingrad (20,62 %), Raša (17,88 %), Vojnić (15,58 %), Kršan (7,96 %), Sveta Nedelja (7,47 %), Drenovci (7,27 %), Čavle (6,72 %), Topusko (5,86 %), Funtana (5,84 %), Dobrinj (5,68 %), Omišalj (5,4 %) a ve městech Vodnjan (14,02 %), Labin (10,68 %), Pula (5,7 %), Dubrovník (5,26 %), Sisak (5,11 %) a Rijeka (4,52 %).

## Historie

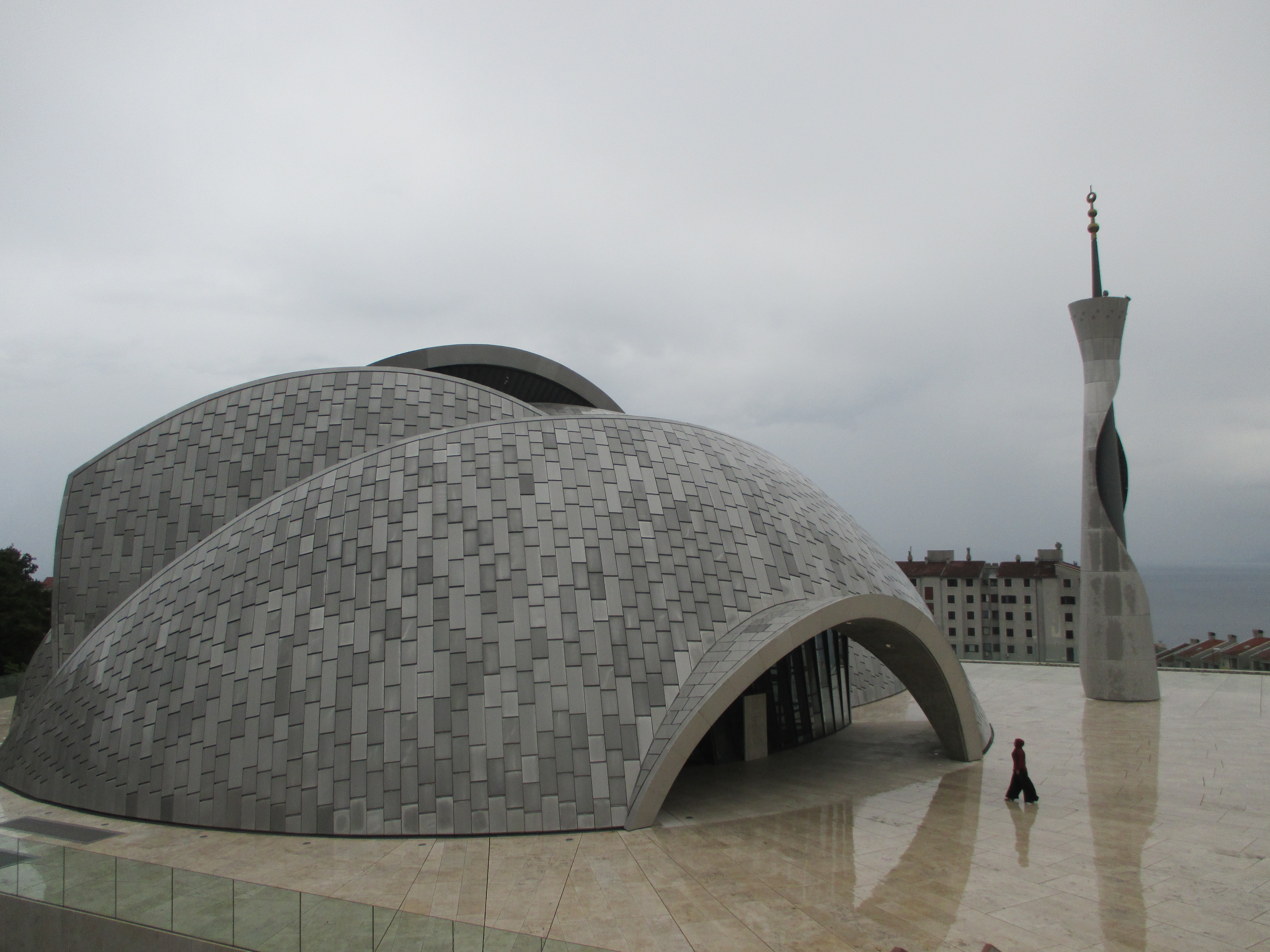
Mešita v Rijece

Za osmanské vlády od 15. do 17. století část chorvatského obyvatelstva přijala islám. Po porážce tureckého sultána během druhého obléhání Vídně (1683) a následné válce tito islamizovaní Slované znovu přijali křesťanství, anebo uprchli do nedaleké Bosny, která zůstala pod osmanskou vládou do roku 1878.
Chorvatským muslimům slouží několik svatostánků. První mešita na území Chorvatska po vytlačení Osmanů byla postavena roku 1969 v obci Gunja, nedaleko hranic s Bosnou a Hercegovinou. Roku 1987 pak bylo v Záhřebu otevřeno islámské centrum s mešitou, které roku 2013 doplnilo islámské centrum v Rijece.

## Počet obyvatel vyznávající islám podle žup
Ve většině chorvatských opčin je vždy alespoň jeden člověk vyznávající islám. Pouze v 56 opčinách nežijí žádní obyvatelé vyznávající islám: Bednja, Breznički Hum, Brod Moravice, Budinščina, Cista Provo, Civljane, Dekanovec, Đelekovec, Donja Motičina, Donja Voća, Donji Vidovec, Ervenik, Gola, Gorjani, Gornja Rijeka, Jesenje, Kijevo, Kistanje, Končanica, Lećevica, Ljubešćica, Lokvičići, Mali Bukovec, Mljet, Molve, Mrkopalj, Novo Virje, Otok Dalmatinski, Peteranec, Petrovsko, Podravska Moslavina, Pojezerje, Prgomet, Primorski Dolac, Proložac, Ribnik, Runovići, Ružić, Saborsko, Satnica Đakovačka, Severin, Sikirevci, Smokvica, Strizivojna, Sveti Ilija, Šenkovec, Škabrnja, Velika Trnovitica, Visoko, Viškovci, Vođinci, Vratišinec, Vuka, Zagorska Sela, Zažablje a Zrinski Topolovac. Ve všech městech žije alespoň jeden člověk vyznávající islám, nejmenší množství muslimů je ve městech Klanjec a Vrlika (1).
| Župa                     | Počet muslimů | Procento obyvatel | Počet muslimů v jednotlivých městech/opčinách/čtvrtích |
| ------------------------ | ------------- | ----------------- | --- |
| Město Záhřeb             | 18 044        | 2,28 %            | Peščenica - Žitnjak (4 255), Sesvete (1 571), Nový Záhřeb - západ (1 300), Trešnjevka - sever (1 254), Stenjevec (1 085), Gornja Dubrava (1 157), Trešnjevka - jih (1 132), Donja Dubrava (1 084), Nový Záhřeb - východ (1 047), Trnje (1 004), Maksimir (682), Podsused-Vrapče (569), Donji Grad (564), Črnomerec (510), Gornji Grad - Medveščak (495), Podsljeme (120), Brezovica (115) |
| Přímořsko-gorskokotarská | 10 667        | 3,6 %             | Rijeka (5 820), Viškovo (713), Crikvenica (490), Čavle (485), Kastav (327), Mali Lošinj (316), Bakar (314), Krk (177), Jelenje (171), Omišalj (161), Opatija (154), Matulji (144), Malinska-Dubašnica (123), Kostrena (121), Dobrinj (118), Rab (107), Delnice (104), Kraljevica (101), Lovran (99), Cres (91), Novi Vinodolski (90), Punat (86), Vrbovsko (60), Vinodolska Općina (47), Vrbnik (40), Baška (39), Mošćenička Draga (31), Fužine (28), Lokve, Ravna Gora (26), Čabar (24), Klana (21), Lopar (11), Skrad (2)                                                        |
| Istrijská                | 9 965         | 4,79 %            | Pula (3 275), Labin (1 243), Vodnjan (858), Poreč (710), Umag (669), Raša (569), Rovinj (507), Buzet (240), Kršan (235), Sveta Nedelja (223), Buje (207), Medulin (203), Fažana (147), Ližnjan (138), Marčana (97), Novigrad, Pazin (81), Vrsar (80), Funtana (53), Brtonigla (50), Bale (41), Svetvinčenat, Žminj (36), Kanfanar (34), Tar-Vabriga (30), Višnjan (23), Sveti Lovreč (19), Pićan (13), Motovun (10), Kaštelir-Labinci (8), Grožnjan, Tinjan (7), Barban, Vižinada (6), Gračišće, Lupoglav (5), Karojba, Sveti Petar u Šumi (4), Cerovlje (3), Lanišće, Oprtalj (1) |
| Sisacko-moslavinská      | 4 140         | 2,4 %             | Sisak (2 442), Petrinja (607), Novska (256), Topusko (175), Kutina (142), Hrvatska Kostajnica (114), Sunja (77), Glina (74), Popovača (66), Lekenik (60), Hrvatska Dubica (34), Dvor (22), Martinska Ves (20), Jasenovac (17), Lipovljani (15), Gvozd (8), Majur, Velika Ludina (4), Donji Kukuruzari (3) |
| Záhřebská                | 2 961         | 0,93 %            | Velika Gorica (967), Zaprešić (289), Samobor (247), Sveta Nedelja (180), Rugvica (164), Brdovec (151), Dugo Selo (117), Vrbovec (105), Stupnik (104), Sveti Ivan Zelina (94), Ivanić Grad (93), Jastrebarsko (76), Kloštar Ivanić (63), Orle (46), Pušća (44), Križ (33), Bistra (28), Brckovljani (25), Dubrava (20), Klinča Sela, Luka (16), Jakovlje (13), Gradec, Marija Gorica (12), Kravarsko (11), Pokupsko (8), Dubravica, Krašić (6), Pisarovina (5), Farkaševac, Žumberak (3), Rakovec (2), Bedenica, Preseka (1)                                                        |
| Dubrovnicko-neretvanská  | 2 927         | 2,39 %            | Dubrovnik (2 240), Župa Dubrovačka (272), Ploče (89), Orebić (70), Konavle (66), Metković (56), Korčula (32), Slivno (19), Vela Luka (16), Trpanj (12), Lastovo, Lumbarda (11), Blato (9), Ston (8), Janjina (7), Dubrovačko Primorje, Kula Norinska, Opuzen (3) |
| Vukovarsko-sremská       | 2 619         | 1,46 %            | Gunja (1 295), Drenovci (376), Vinkovci (338), Županja (164), Vukovar (154), Vrbanja (45), Tovarnik (28), Bošnjaci (25), Borovo, Nijemci (20), Trpinja (19), Nuštar (17), Otok (15), Ilok (13), Babina Greda, Cerna (12), Andrijaševci, Gradište (10), Stari Jankovci (9), Stari Mikanovci (7), Ivankovo (6), Jarmina, Negoslavci, Tordinci (4), Markušica, Privlaka (3), Lovas, Tompojevci (2), Bogdanovci, Štitar (1) |
| Splitsko-dalmatská       | 2 282         | 0,5 %             | Split (959), Kaštela (219), Trogir (117), Makarska (115), Solin (106), Omiš (66), Hvar (64), Jelsa (58), Gradac (57), Supetar (48), Okrug (45), Podgora (39), Dugi Rat (35), Podstrana (31), Bol (30), Baška Voda (27), Imotski (25), Komiža (24), Marina (23), Sinj (21), Vis, Vrgorac (20), Seget (19), Stari Grad (17), Pučišća (13), Tučepi (11), Sutivan, Šolta (10), Selca (8), Brela, Milna Trilj (6), Dugopolje, Sućuraj (4), Klis, Zmijavci (3), Postira, Zadvarje (2), Dicmo, Hrvace, Lovreć, Muć, Nerežišća, Podbablje, Šestanovac, Vrlika, Zagvozd (1)                 |
| Karlovacká               | 2 163         | 1,68 %            | Vojnić (742), Karlovac (705), Cetingrad (418), Ogulin (54), Draganić (42), Slunj (39), Rakovica (36), Duga Resa (34), Krnjak (23), Ozalj (19), Plaški (15), Barilović (12), Josipdol (9), Bosiljevo, Kamanje, Lasinja (3), Tounj, Žakanje (2), Generalski Stol, Netretić (1) |
| Osijecko-baranjská       | 1 625         | 0,53 %            | Osijek (844), Beli Manastir (101), Đakovo (97), Donji Miholjac (88), Našice (64), Darda (55), Čepin, Magadenovac (40), Belišće (25), Erdut, Koška (24), Popovac, Valpovo (21), Kneževi Vinogradi (19), Bilje (17), Ernestinovo, Marijanci, Petrijevci (13), Petlovac (12), Draž (11), Đurđenovac (10), Čeminac, Jagodnjak (9), Antunovac (8), Feričanci, Podgorač (7), Bizovac, Drenje, Vladislavci (6), Levanjska Varoš, Semeljci (4), Punitovci, Šodolovci, Viljevo (2), Trnava (1)                                                                                              |
| Brodsko-posávská         | 1 535         | 0,97 %            | Slavonski Brod (1 173), Nova Gradiška (93), Bukovlje (35), Sibinj (28), Oriovac (25), Stara Gradiška (24), Donji Andrijevci (22), Okučani (20), Vrpolje (14), Bebrina, Podcrkavlje (13), Gornji Bogićevci, Nova Kapela (12), Garčin (10), Brodski Stupnik (7), Rešetari (6), Gornja Vrba (5), Gundinci, Slavonski Šamac (4), Dragalić, Klakar, Oprisavci (3), Velika Kopanica (2), Cernik, Davor, Staro Petrovo Selo, Vrbje (1) |
| Zadarská                 | 1 207         | 0,97 %            | Zadar (537), Vir (143), Pag (97), Nin (55), Biograd na Moru (54), Obrovac (29), Pakoštane (23), Tkon (22), Preko (21), Benkovac (20), Kukljica, Zemunik Donji (18), Bibinje, Gračac, Sukošan (16), Sali (15), Posedarje, Vrsi (12), Poličnik (11), Pašman, Polača, Sveti Filip i Jakov (9), Privlaka (8), Kolan, Ražanac, Starigrad (7), Jasenice (5), Povljana (3), Galovac, Kali, Novigrad (2), Lišane Ostrovičke, Stankovci (1) |
| Šibenicko-kninská        | 458           | 0,42 %            | Šibenik (243), Vodice (58), Knin (47), Skradin (28), Tisno (17), Bilice (16), Drniš (10), Pirovac (8), Primošten (7), Murter-Kornati (6), Biskupija, Rogoznica, Tribunj (5), Promina (2), Unešić (1) |
| Licko-senjská            | 411           | 0,81 %            | Gospić (117), Novalja (67), Plitvička Jezera (53), Senj (45), Udbina (37), Otočac (28), Karlobag (27), Perušić (18), Brinje (7), Donji Lapac, Lovinac, Vrhovine (4) |
| Varaždinská              | 349           | 0,2 %             | Varaždin (155), Lepoglava (55), Novi Marof (30), Gornji Kneginec (20), Ivanec (14), Ludbreg, Varaždinske Toplice (13), Jalžabet (10), Trnovec Bartolovečki (9), Cestica, Vidovec (5), Sračinec, Veliki Bukovec (4), Breznica, Maruševec, Sveti Đurđ, Vinica (2), Beretinec, Klenovnik, Martijanec, Petrijanec (1) |
| Bjelovarsko-bilogorská   | 335           | 0,28 %            | Bjelovar (87), Daruvar (71), Grubišno Polje (40), Garešnica (38), Čazma (23), Veliki Grđevac (18), Berek (16), Nova Rača (12), Sirač (8), Ivanska (5), Rovišće, Štefanje (3), Dežanovac, Hercegovac, Velika Pisanica, Veliko Trojstvo (2), Đulovac, Kapela, Šandrovac (1) |
| Viroviticko-podrávská    | 295           | 0,35 %            | Virovitica (59), Orahovica (55), Pitomača (46), Slatina (40), Suhopolje (29), Čačinci (13), Čađavica, Gradina (10), Zdenci (9), Crnac, Voćin (6), Sopje (4), Lukač (3), Nova Bukovica, Špišić Bukovica (2), Mikleuš (1) |
| Koprivnicko-križevecká   | 280           | 0,24 %            | Koprivnica (107), Križevci (58), Đurđevac, Virje (22), Drnje (15), Sveti Ivan Žabno (14), Kloštar Podravski (12), Rasinja, Sveti Petar Orehovec (5), Kalinovac (4), Koprivnički Bregi, Koprivnički Ivanec, Sokolovac (3), Legrad (2), Ferdinandovac, Hlebine, Kalnik, Novigrad Podravski, Podravske Sesvete (1) |
| Požežsko-slavonská       | 266           | 0,34 %            | Požega (126), Pakrac (38), Pleternica (31), Lipik (20), Kutjevo (15), Kaptol (12), Čaglin (10), Velika (9), Jakšić (3), Brestovac (2) |
| Mezimuřská               | 248           | 0,22 %            | Čakovec (112), Belica, Nedelišće (20), Prelog (19), Mursko Središće (12), Pribislavec (8), Strahoninec, Sveta Marija (7), Gornji Mihaljevec (6), Donji Kraljevec, Mala Subotica (5), Kotoriba, Podturen, Sveti Martin na Muri (4), Orehovica, Sveti Juraj na Bregu, Štrigova (3), Donja Dubrava, Selnica (2), Domašinec, Goričan (1) |
| Krapinsko-zagorská       | 200           | 0,15 %            | Zabok (39), Bedekovčina (22), Donja Stubica (21), Oroslavje (19), Krapina (17), Pregrada, Stubičke Toplice (12), Marija Bistrica (10), Kumrovec (8), Hum na Sutli (5), Đurmanec, Konjščina, Sveti Križ Začretje (4), Gornja Stubica, Krapinske Toplice, Tuhelj (3), Kraljevec na Sutli, Zlatar (2), Desinić, Hrašćina, Klanjec, Lobor, Mače, Mihovljan, Novi Golubovec, Radoboj, Veliko Trgovišće, Zlatar Bistrica (1) |